# オースティン・ロビンソン
オースティン・ロビンソン（Austin Robinson、E. Austin G. Robinson、1897年11月20日 - 1993年6月1日）は、イギリスの牧師の家で生まれた経済学者。妻は同じく経済学者のジョーン・ロビンソンであり、娘が2人いる。オースティンの兄弟であるクリストファ・ロビンソン（Christopher Robinson）は英国国教会のビショップである。「サーカス」（ケインズサーカス）の一員であった。

## 略歴
- 1897年 牧師の家に生まれる。
- 1912年 マールボロー・スクールの寮に入る。
- 1916年 クライスト・カレッジの奨学生試験が終わったあと、英国空軍に入隊した。
- 1918年 第1次世界大戦終了。
- 1919年 ケンブリッジ大学に入学、古典語学専攻。メイナード・ケインズの講義を聴く一方、経済史を教えていたライル・フェイが経済学を勧めた。
- 1920年 経済学の講義を受けるようになり、ケインズの面識も得る。
- ケインズの勧めで「アルメリィク・パジェット奨学資金」をもらい、1年間研究調査ができた。
- 特別研究生に選ばれ、経済学の講義を始める（4年間、コーパス・クリスティ・カレッジ（英語版）で金融理論の講義を担当）。
- 1926年 ジョーン・ロビンソンと結婚。
- マハラジャの個人教師としてインドへ行く。
- 1929年 インドからケンブリッジ大学へ戻る。
- 1929年 シドニー・サセックス・カレッジの評議員に選出される（その後、60年間）。
- 1929年 ケンブリッジ大学経済学部の事務長に就任。
- 依頼のより1学期休職して北ローデシア（現在のザンビア）の情況調査。
- 1934年 ケインズが編集長をしていたエコノミック・ジャーナル誌の書評編集担当となる。
- 1934年 - 1937年 チャタム・ハウスからアフリカのサハラ砂漠以南全域の行政実態調査（ヘイリー調査団）の経済面の調査依頼に対し、全休暇期間を充てる。
- 1939年 第2次世界大戦が始まり、ケインズの紹介でロンドンで内閣の事務局の仕事につく。
- 1942年 生産省が創設され、主席経済顧問兼統計部門に就任（戦後、生産省は商務省に吸収された）。
- 1944年 飛行機を使わないでケインズ夫妻と同じくアメリカのハリファックスとワシントンへ行き、のち帰国。
- 1945年 終戦。賠償問題でパリへ行き、その後ドイツを巡回して可能な金額を策定した。
- 1945年 モスクワに出張中、ポツダム会談に呼び返される。
- 1945年 ベルリンに派遣され、他の3つの連合国と賠償問題について折衝を行う。
- 1946年 ケンブリッジ大学に戻って、講義を行う。
- 1947年 クリップ経済問題担当大臣兼大蔵大臣が1年間政府で借りたいというので要求をのむ。
- 1948年 出向が6か月延ばされ、パリにある欧州経済協力機構（OEEC）でイギリス代表団の一員と同時にOEEC事務局の名誉局員となる。
- 1948年 学究生活に戻る。
- オースティン・ロビンソン卿はケンブリッジ大学シドニイ・サセックス・カレッジの経済学名誉教授であった。
- 1993年 イギリスのケンブリッジで死去（95歳）。

## 当時のケンブリッジ大学
- 1930年代、ピグーは、他の人と奇妙に孤立して、生涯の仕事として厚生経済学の改訂を繰り返していた。ケインズは、『貨幣論』の最終段階にあった。デニス・ロバートソンは、『銀行政策と物価水準』の中で展開した構想をさらに発展させようとしていた。これらは、古い世代のメンバーといえる。
- 若いものの間での主要関心事の一つは、ケインズがケンブリッジに連れてきたピエロ・スラッファによる価格理論の再検討であった。オースティン・ロビンソン指導下の優秀な弟子であるチャールズ・ギッフォードが書いた論文により一歩前進した。リチャード・カーンとジョーン・ロビンソンと昼食を共にした時、彼の考えを紹介したところ、二人は直ちにいろんな面から検討し始めた。この議論を進める過程で書き上げられたのが、ジョーンの処女作『不完全競争の経済学』である。オースティン・ロビンソン自身で言えば、概念の呼称を発案したことである。
- オースティン・ロビンソンは独占の問題に取り組むためには企業の理論が不可欠と考えたので、この問題に取り組み、『競争的産業の構造』を出版した。彼は企業の理論に関する研究をケンブリッジに導入したと言われた。
- ケインズの『貨幣論』（1930年）を理解したいと思う若い経済学者が「サーカス」と呼ばれる集まりを作った。メンバーは、リチャード・カーン、ピエロ・スラッファ、ロビンソン夫妻、ジェームズ・ミードの五人が中心あった。ピグーはピグー流とは違ったし、ロバートソンは参加に興味を示さなかった。ケインズは若手が集まっているのを知って、『一般理論』の内容のついて、次第に意見の交流が行われるようになっていった。
- 最後の問題は、経済学の数量化である。この問題は、ケインズの力添えで、コーリン・クラークを招聘でき、まもなく業績もあがっていった。

## 主な著作
- The Structure of Competitive Industry (1931)
- Monopoly (1934)

## 関連事項
- M・シェンバーグ編『現代経済学の巨星――自らが語る人生哲学』（上）、都留重人監訳、岩波書店、1994年
- ケインズサーカス
- ジョーン・ロビンソン

## 参照
- Austin Robinson